# Виноград прибережний
Виноград прибережний (Vitis riparia Michx) — це витка чагарникова рослина, ліана, що походить з Північної Америки, широко розповсюджена в центральній та східній Канаді, а також у центральних та північно-східних частинах Сполучених Штатів, від Квебеку до Техасу та від східної Монтани до Нової Шотландії. Є повідомлення про ізольовані популяції на північному заході США, але вони, ймовірно, виникли у процесі натуралізації. Виноград прибережний довгоживучий і здатний досягати верхніх ярусів крон найвищих дерев. Він дає темні плоди, які приваблюють як птахів, так і людей, і широко використовується в комерційному виноградарстві як стійка до хвороб підщепа для щеплення та в програмах селекції гібридних сортів винограду.
Вернакулярна назва є прямим перекладом латинської назви Vitis riparia ; rīpārius означає «з річкових берегів» латиною,  що походить від rīpa «берег річки».

## Опис
Дорослі лози мають нещільну тріщинувату кору і можуть досягати кількох дюймів у діаметрі. Листя чергове, часто з супротивними вусиками або суцвіттями, грубозубчасте, 5—25 см (2,0—9,8 дюйм) завдовжки та 5—20 см (2,0—7,9 дюйм) широкі, іноді з рідкими волосками на нижньому боці жилок.
V. riparia функціонально дводомна рослина. Суцвіття — волоть, 4—15 см (1,6—5,9 дюйм) завдовжки, квіти дрібні, ароматні, білого або зеленуватого кольору. V. riparia цвіте десь між квітнем і червнем, а в серпні або вересні  утворює невелику 6—15 мм (0,24—0,59 дюйм) соковиту синьо-чорну ягоду (виноградину) з білуватим нальотом, з насінням, їстівну, винного смаку, без «лисячих» присмаків, характерних для Vitis vulpina та Vitis labrusca, але зазвичай досить кисла та трав'яниста. V. riparia має широкий ареал поширення та може значно відрізнятися в деталях від наведеного вище загального опису. Серед відомих варіацій є білі ягоди, ідеальні (двостатеві) квіти, великі грона, великі ягоди та солодкі фрукти. Однак деякі спостерігачі вважають такі варіації доказом природної гібридизації з іншими видами винограду.

## Екологія
Vitis riparia має найбільший географічний ареал серед усіх північноамериканських видів Vitis. Він присутній майже по всій східній половині Північної Америки, від Південного Квебеку до П'ємонту, Алабами та Кароліни, але відсутній на прибережних рівнинах та західніших частинах Північної Америки — Великих рівнинах. Варіанти цього виду спостерігалися аж до Національного парку Монт-Райдинґ у Манітобі, Канада, та аж до Монтани, Небраски та Північної Дакоти на заході.
У дикій природі ліана процвітає на відкритих ділянках з гарним сонячним освітленням та достатньою вологістю ґрунту, таких як береги річок, лісові галявини, лінії парканів та вздовж узбіч доріг. Вид адаптувався до різноманітного хімічного складу ґрунту.

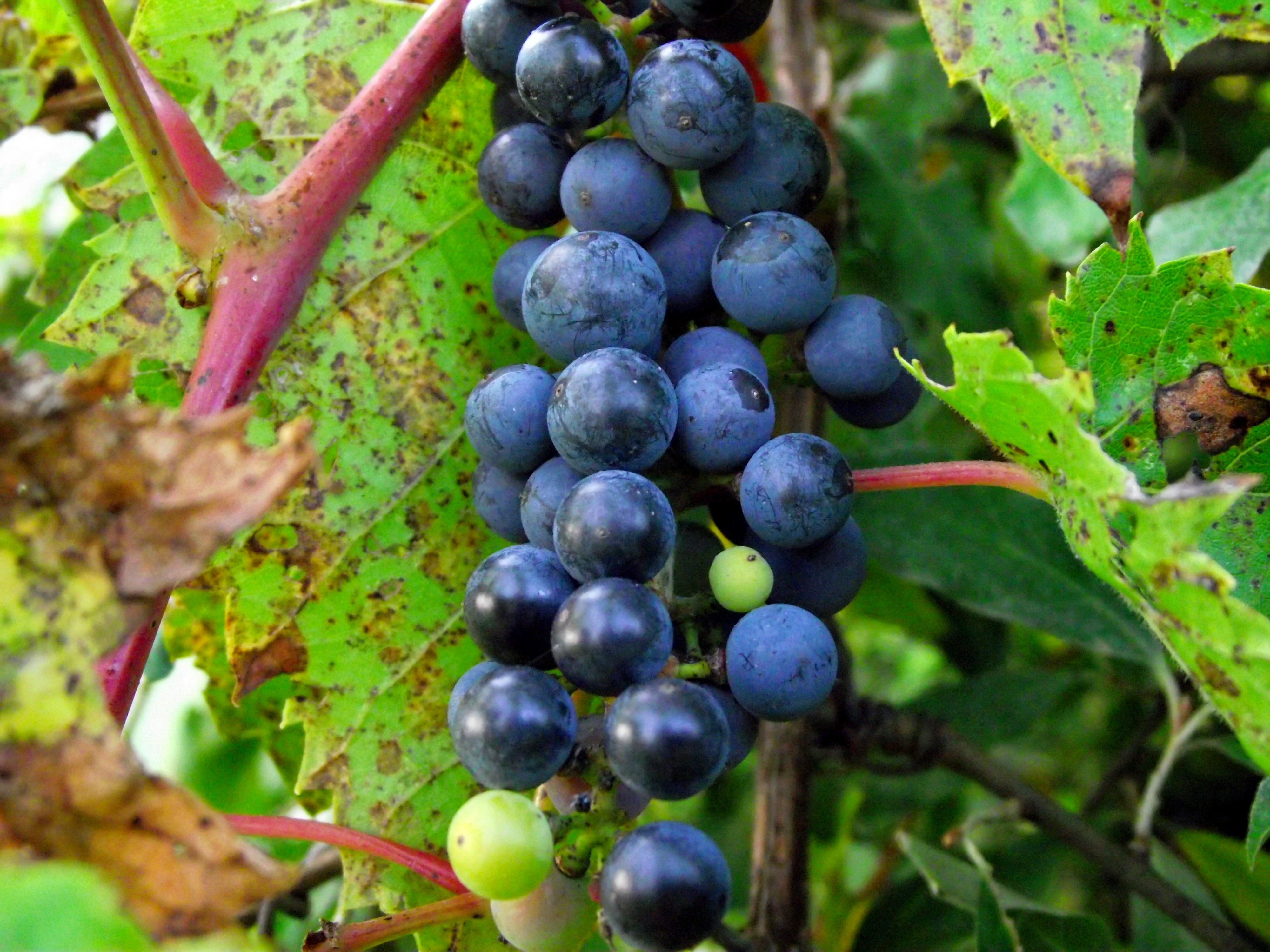
Виноград прибережний у Південно-Східному Мічигані

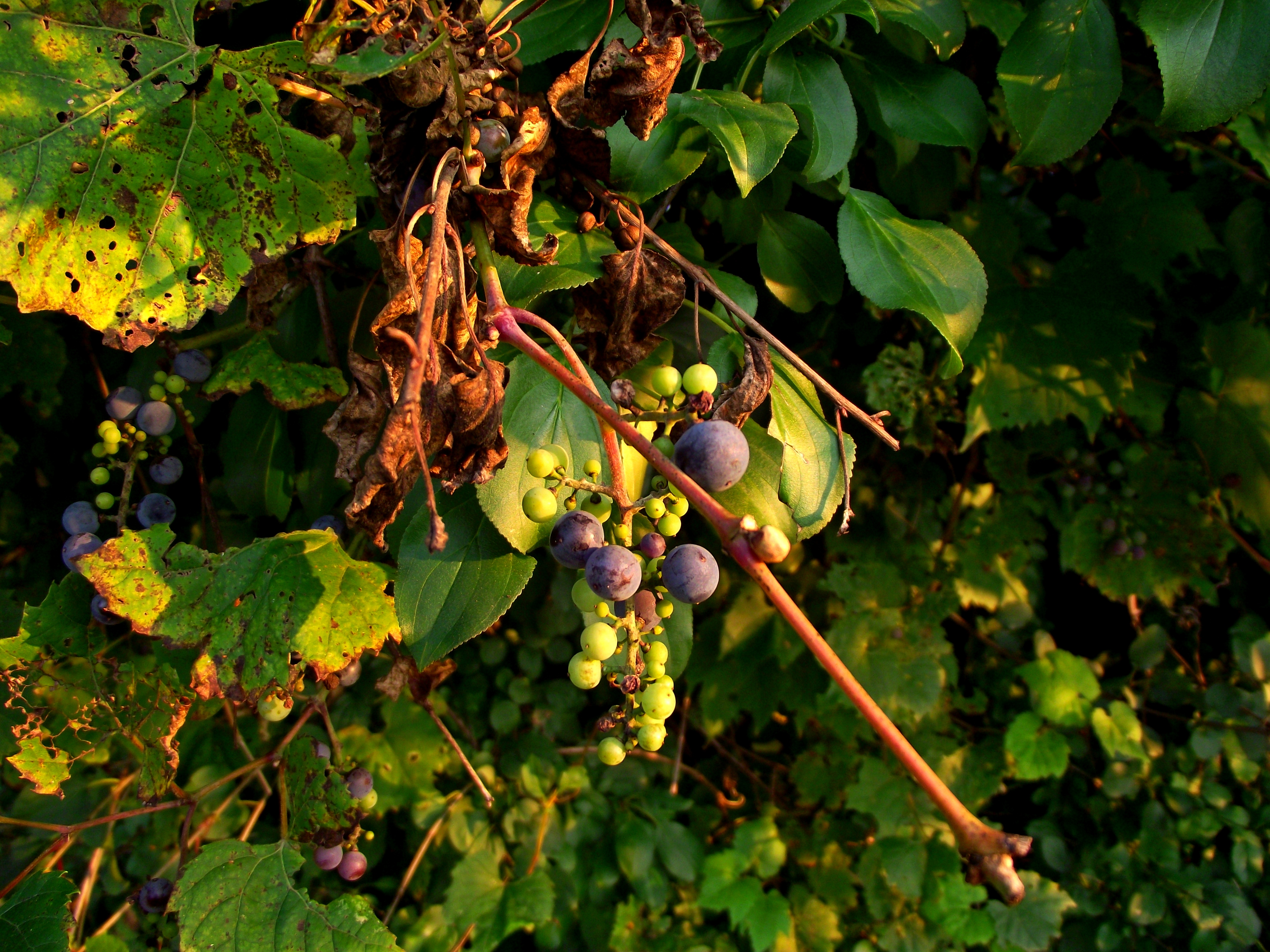
Виноград прибережний, недостиглий виноград та листя (кінець літа, Південно-Східний Мічиган)

## Морозостійкість та стійкість до хвороб
Відомо, що деякі рослини V. riparia витримують температури до −57 °C (−71 °F).  Листя зазвичай стійке до борошнистої роси та чорної гнилі, а коріння — до філоксери. Однак ягоди часто чутливі до борошнистої роси та чорної гнилі, якщо лоза перебуває у тривалих сирих та вологих умовах.

## Використання
Найважливішим сільськогосподарським використанням винограду прибережного є використання як підщепи для Vitis vinifera. Важливими перевагами використання V. riparia (і гібридів між ним та іншими видами Vitis) є стійкість до філоксери та адаптованість до різних типів ґрунту.
Завдяки високій морозостійкості та стійкості цього виду до грибкових захворювань, його широко використовують у селекційних програмах винограду для перенесення генів морозостійкості та стійкості до хвороб одомашненому винограду. Французько-американські гібридні сорти винограду є добрими прикладами таких спроб. V. riparia широко використовується вже понад сто років для створення витривалих гібридів. Багато гібридів V. riparia зараз використовуються та досліджуються селекціонерами рослин і в селекційних програмах, таких як ті, що проводяться програмою садівництва Університету Міннесоти, з метою створення комерційно життєздатного винного сорту винограду, який може вижити в північному кліматі Верхнього Середнього Заходу та інших відносно холодних територій. Прикладами комерційно важливих сортів зі значним походженням від V. Riparia є Baco noir, Marechal Foch, Triomphe d'Alsace та Frontenac.
В Україні V. riparia використовують для селекції та вирощування підщеп, стійких до черної гнилі, мільдью, оїдіуму і філоксери.
Хоча V. riparia має багато спільних важливих характеристик зі своїм далеким родичем, Vitis vinifera, невеликий розмір ягоди (що робить її схильною до хижацтва птахами), висока кислотність її плодів (часто до 5% титрованої кислотності), інтенсивний пігмент її соку та наявність трав'янистих ароматів у вині, виробленому з винограду прибережного, роблять вид  непридатним для використання самостійно для комерційного виноградарства.
Цей виноград іноді використовують для приготування ароматних домашніх желе, джемів та вин .

## Галерея

Vitis riparia
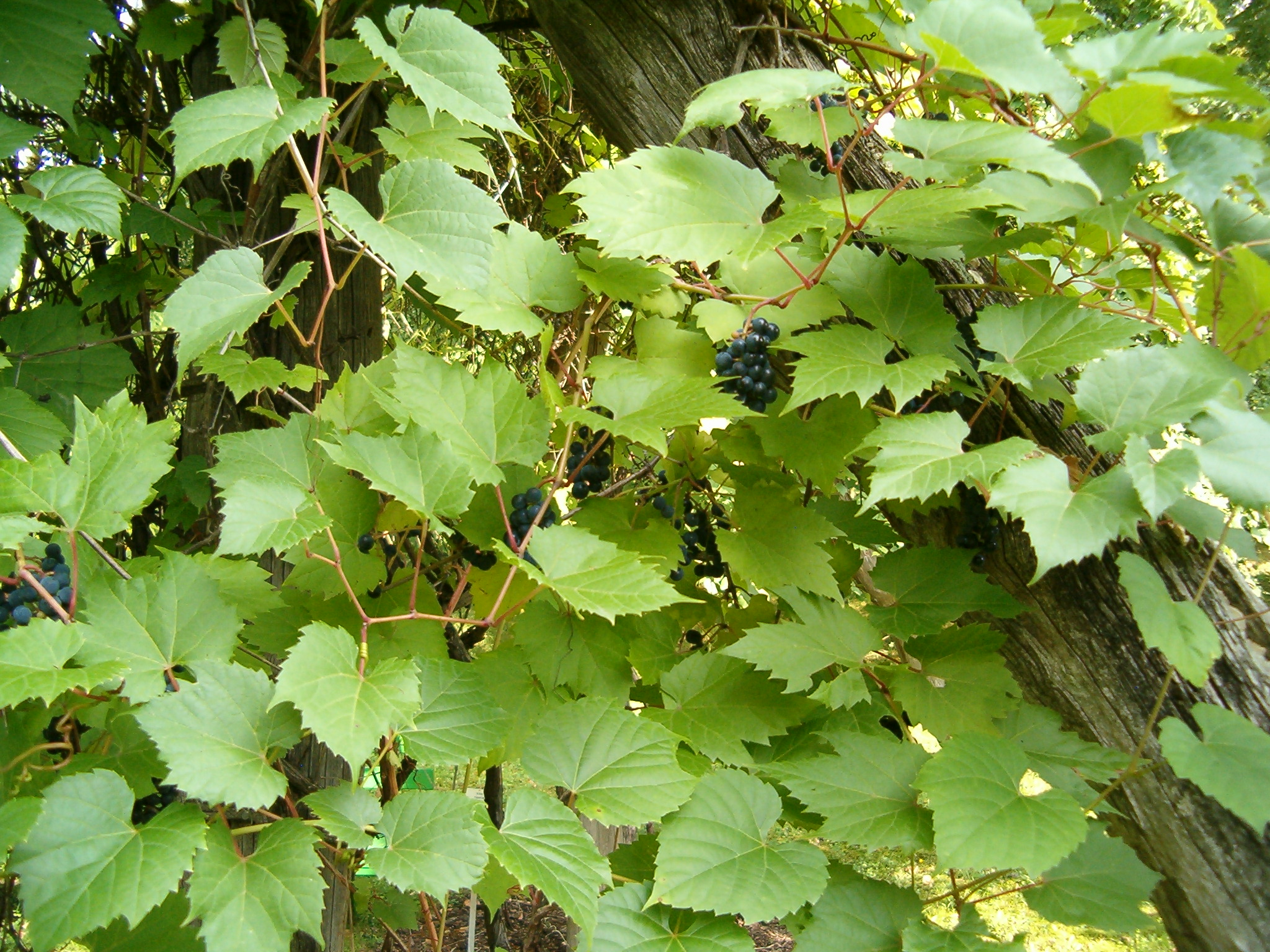
Ботанічний сад у Берліні, Німеччина.
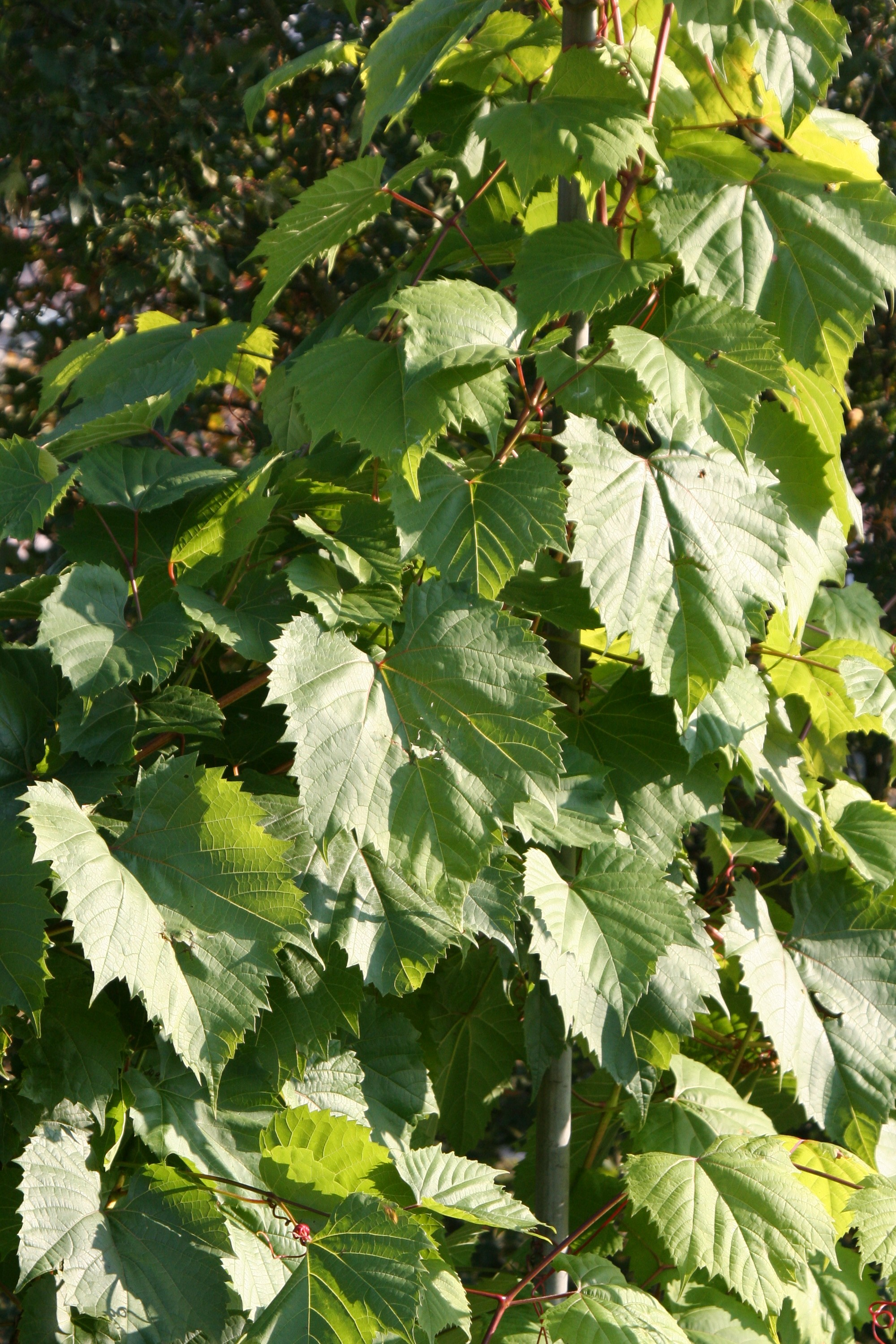
Vitis riparia у Німеччині
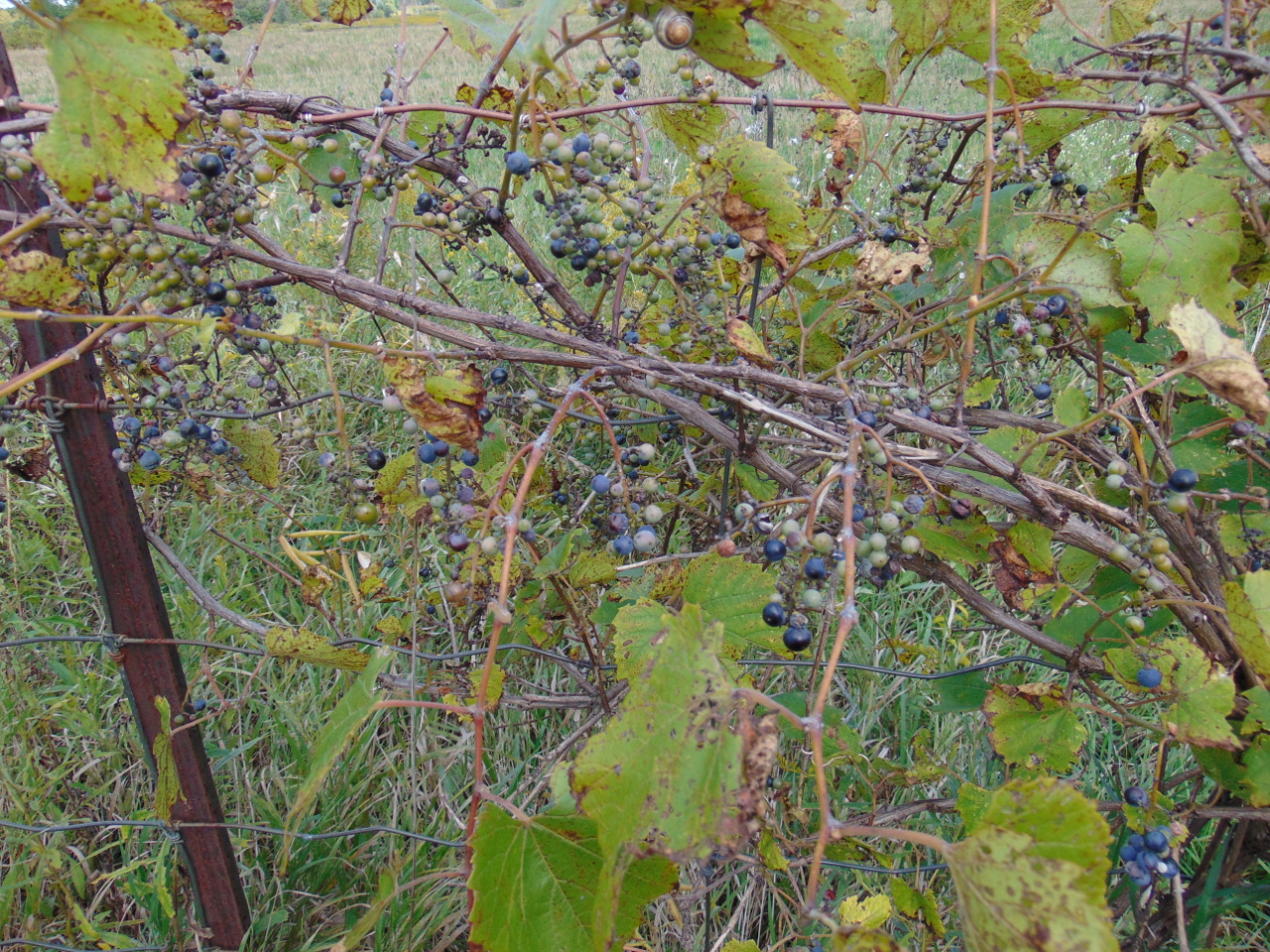
Онтаріо, Канада
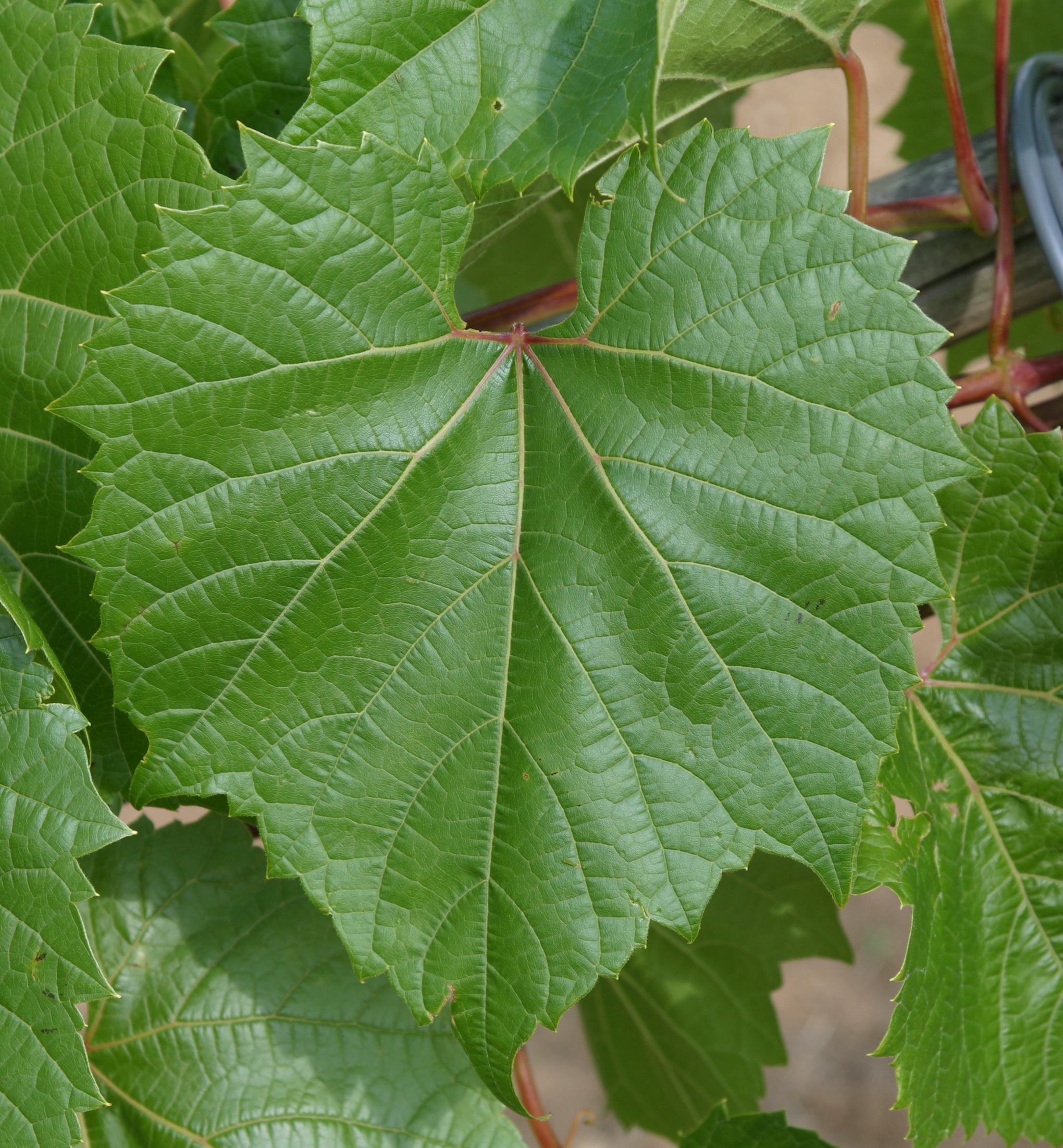
Листя винограду прибережного
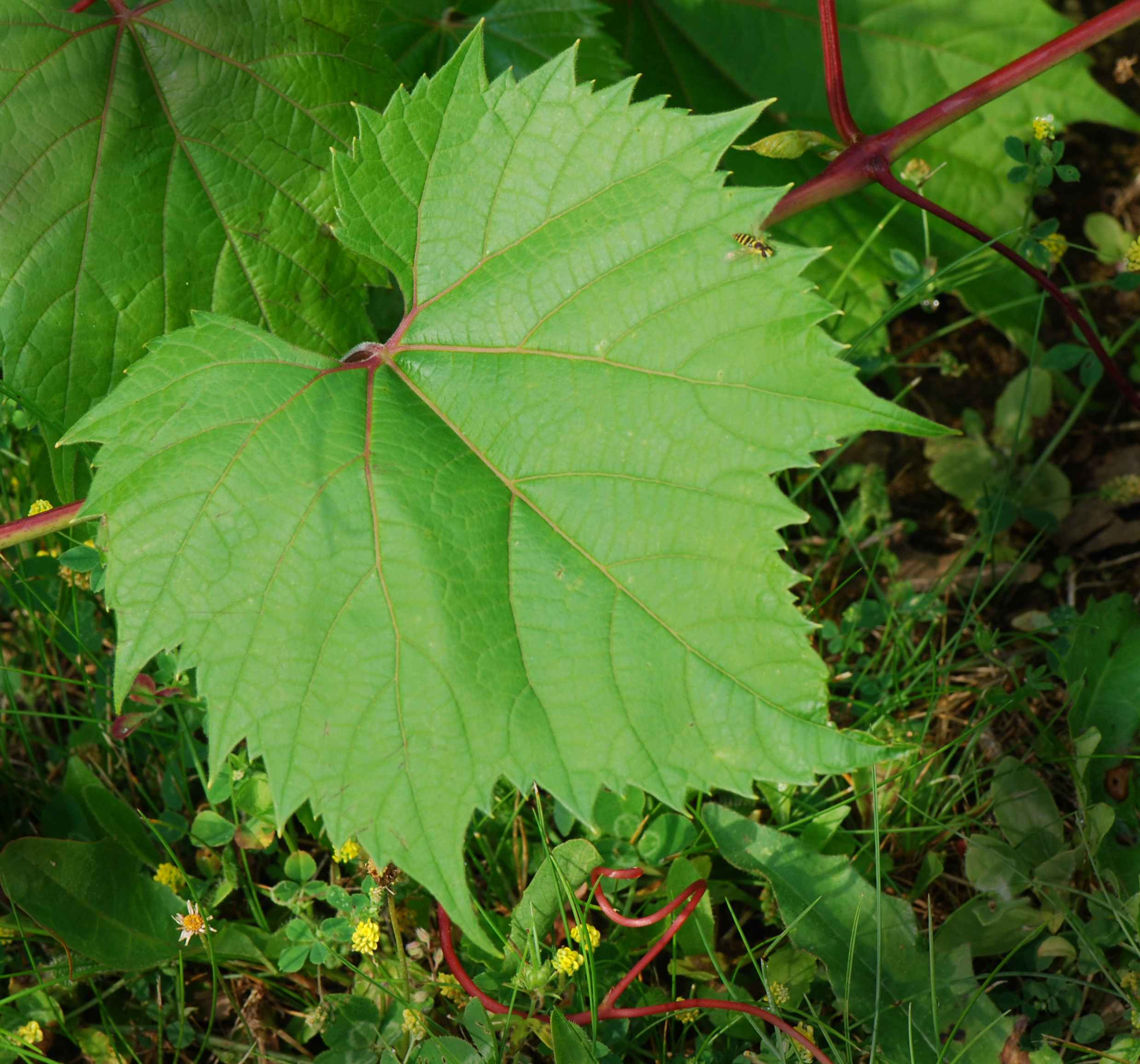
Riparia gloire de Montpellier (підщепа)